# Oligoadenylatsynthetase 1
Die Oligoadenylatsynthetase 1 (synonym 2′-5′-Oligoadenylatsynthetase 1, OAS1) ist eine Adenylylsynthetase und ein Resistenzfaktor gegen Viren.

## Eigenschaften
Die Genexpression von OAS1 wird durch Interferone eingeleitet. Die OAS1 erzeugt nach Bindung von dsRNA aus Adenosintriphosphat 2′-5′-Oligoadenylat. Das 2′-5′-Oligoadenylat aktiviert die RNase L, die den Abbau von RNA in einer Zelle bewirkt. Dadurch wird die Genexpression in der Zelle temporär gemindert.
Bei einer Infektion mit West-Nil-Virus wird OAS1 durch eine Stem-loop-Sekundärstruktur am 5′-Ende der viralen RNA aktiviert. Bestimmte Mutationen im Gen der OAS1 führen zu einer erhöhten Anfälligkeit für Infektionen mit West-Nil-Viren. Manche Mutationen sind Prognosemarker für den Krankheitsverlauf der multiplen Sklerose.